# JR東京総合病院
JR東京総合病院（ジェイアールとうきょうそうごうびょういん）は、東京都渋谷区代々木2丁目1-3にある病院である。運営者は東日本旅客鉄道（JR東日本）であり、新宿駅やJR東日本本社ビル（代々木2丁目2-2）からも至近の地に所在している。
もともとは鉄道省の職員や家族を対象とした「鉄道病院」として1927年（昭和2年）に現在地に開院し、設立のいきさつから伝統的に整形外科・形成外科に優れている。1987年（昭和62年）に実施された国鉄分割民営化に伴って現在の名称及び組織に変更され、一般の保険医療機関となった。かつては利用者の多くを旧国鉄・JR関係者が占めていたが、立地の良さ、病院側の一般患者・外来検診の積極的受け入れもあり、過去のように鉄道関係者専用病院という状況ではない。
病院にはJR東日本が運営している唯一の看護教育機関「JR東京総合病院高等看護学園」が中央病棟内に併設されているほか、臨床研修指定病院にも指定されている。また、2003年（平成15年）からは、1970年（昭和45年）前後に竣工した外来診療棟の建替移設を含む再開発事業が始まり、2006年（平成18年）には新外来診療棟が完成した。これに伴い、外来完全予約制・電子カルテ・自動支払機の導入・入院ベッドへ情報端末の設置など、運営設備の大幅な近代化が行われた。

## 沿革

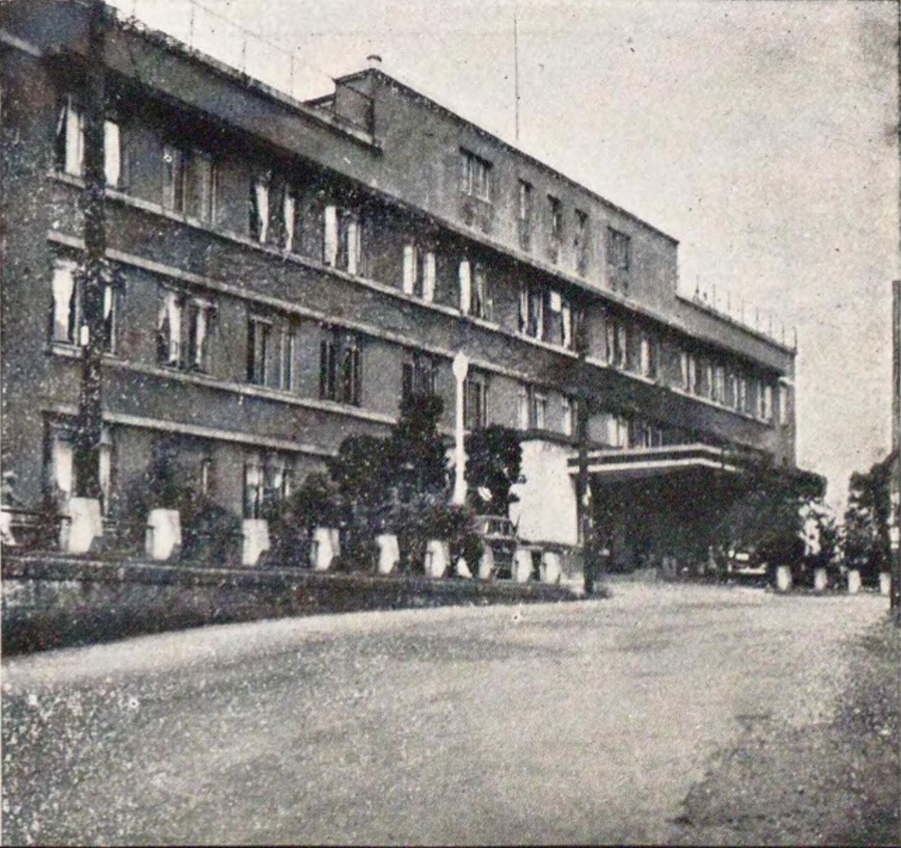
東京鉄道病院 (1952年ごろ)

- 1911年（明治44年）5月 - 前身となる「常盤病院」が東京市麹町区銭瓶町[注釈 3]の元逓信省仮庁舎跡に開院[1]。
- 1914年（大正3年）6月 - 常盤病院が鉄道院の所管となり、東京鉄道病院に改称[1]。
- 1916年（大正5年）4月 - 東京・芝公園に新築移転。
- 1923年（大正12年）9月 - 関東大震災にて焼失[2]。
- 1927年（昭和2年）11月 - 現在地に旧本館が竣工。
- 1928年（昭和3年） - 診療を開始。
- 1950年（昭和25年） - 高等看護学園設立。
- 1958年（昭和33年）10月 - 国鉄本社の付属機関となり、中央鉄道病院に改称。
- 1966年（昭和41年）8月16日 理事会で、中央鉄道病院の改築を決定。
- 1967年（昭和42年） - 新病院（現病院）の建設が始まる。
- 1968年（昭和43年）7月 - 臨床研修指定病院となる。
- 1969年（昭和44年）9月 - 中央診療病棟が完成し業務を開始。
- 1970年（昭和45年）1月 - 外来診療棟が完成し業務を開始。
- 1980年（昭和55年）2月 - 高さ65.1 mの新病棟が完成し業務を開始。
- 1987年（昭和62年）4月 - 国鉄分割民営化により「東日本旅客鉄道株式会社」の直営病院となり、保険医療機関の指定を受ける[3]。
- 1988年（昭和63年）4月 - JR東京総合病院と改称。
- 1999年（平成11年）7月 - 医療事故防止委員会の設置、医療事故防止マニュアルを策定。
- 2003年（平成15年）3月 - (財)日本医療機能評価機構の認定を受ける。
- 2004年（平成16年）6月 - 臨床研修指定病院（新制度）となる。
- 2005年（平成17年）2月 - 救急告示病院の指定。
- 2014年（平成26年）7月22日 - 医療費や人間ドック受診料の支払いにSuicaが利用可能になる[4][注釈 4]。
- 2021年 (令和3年)
  - 3月31日 ｰ 痛みセンターの廃止。
  - 8月2日 - 建物、設備の老朽化により病棟等の建て替えを発表。
- 2024年（令和6年）春頃 - （仮称）健康管理棟オープン予定[5]。
- 2025年（令和7年）春頃 - 新入院棟オープン予定[5]。

## 病棟等建替計画
- 地名地番 - 東京都渋谷区代々木二丁目1番1号、1番17号[5]
- 建物用途 - 病院、事務所、駐車場[5]
- 敷地面積 - 16,633.20 m2[5]
- 建築面積 - 6,500.0 m2（総計13,243.11 m2 ）[5]
- 延べ面積 - 43,100.0 m2（総計119,821.99 m2）[5]
- 構造 - 鉄骨造、鉄筋コンクリート造、鉄骨鉄筋コンクリート造[5]
- 基礎工法 - 直接基礎、杭基礎[5]
- 階数 - 地下1階、地上17階[5]
- 高さ - 70.0m、最高73.6m[5]
- 着工予定 - 2022年（令和4年）4月1日[5]
- 完了予定- 2028年（令和10年）3月31日[5]
- 建築主 - 東日本旅客鉄道株式会社[5]
- 設計者 - 株式会社竹中工務店[5]
- 施工者 - 株式会社竹中工務店[5]
- 設計監修・設計監理 - 株式会社久米設計[5]

## 診療科
- 呼吸器内科
- 呼吸器外科
- 脳神経内科
- 脳神経外科・脳血管内治療科
- 産婦人科
- 乳腺外科
- 麻酔科
- 緩和ケア科
- 歯科・口腔外科
- 救急科
- リンパ外科・再建外科
- 循環器内科
- 血液・腫瘍内科
- リウマチ・膠原病科
- 整形外科
- 形成外科・口腔顎顔面外科
- 皮膚科
- 泌尿器科
- 放射線科
- 総合診療科
- 血管外科
- 消化器内科
- 消化器外科
- 糖尿病・内分泌内科
- 予防医学科
- メンタルヘルス・精神科
- 小児科 - 小児科病棟内に院内学級を設置し、代々木山谷小・代々木中の教員が当院に通院する。
- 眼科
- 耳鼻咽喉科
- リハビリテーション科

## ギャラリー

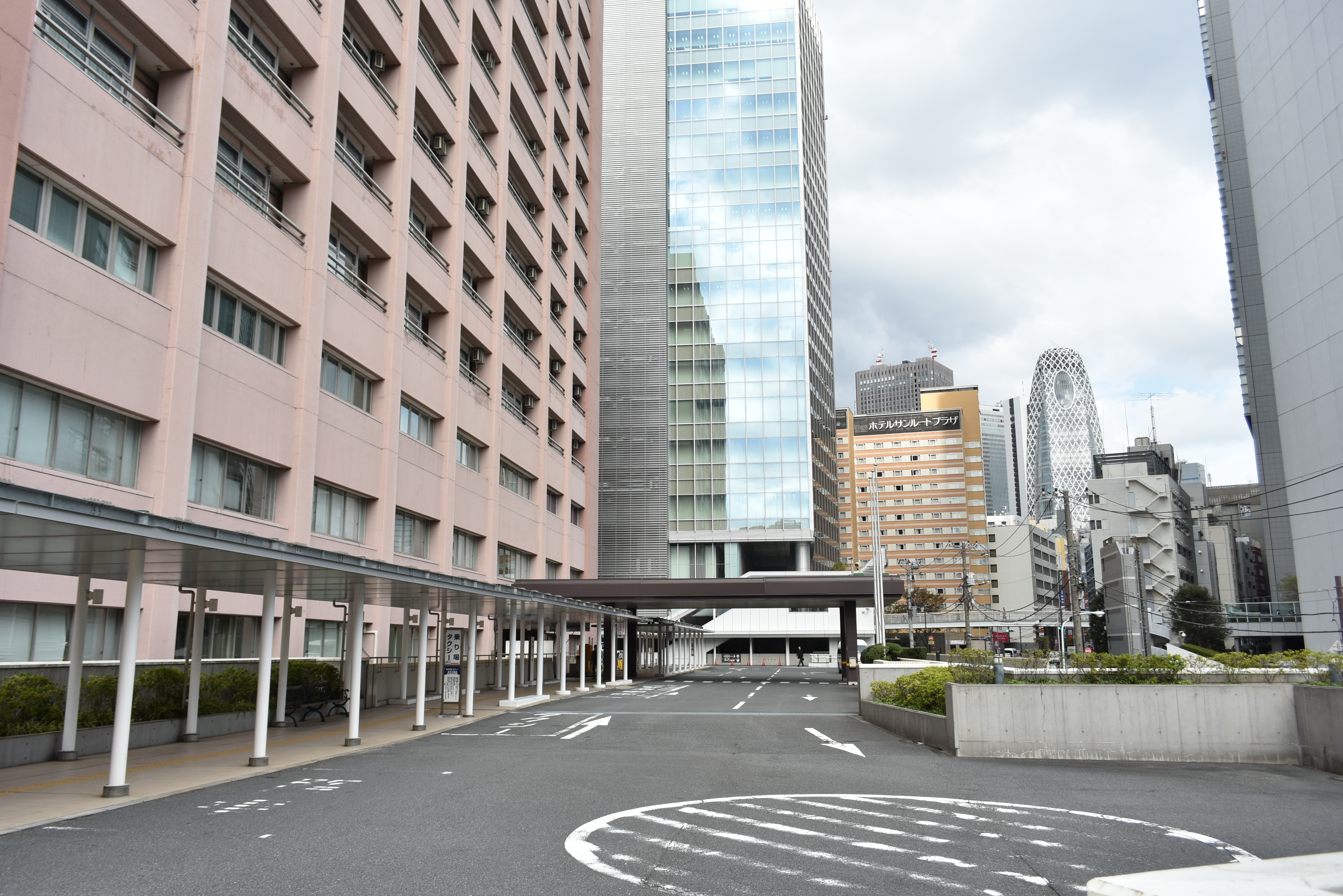
病棟とエントランス（2018年10月19日撮影、2022年現在は新病棟建設中のためエントランスは撤去されている）
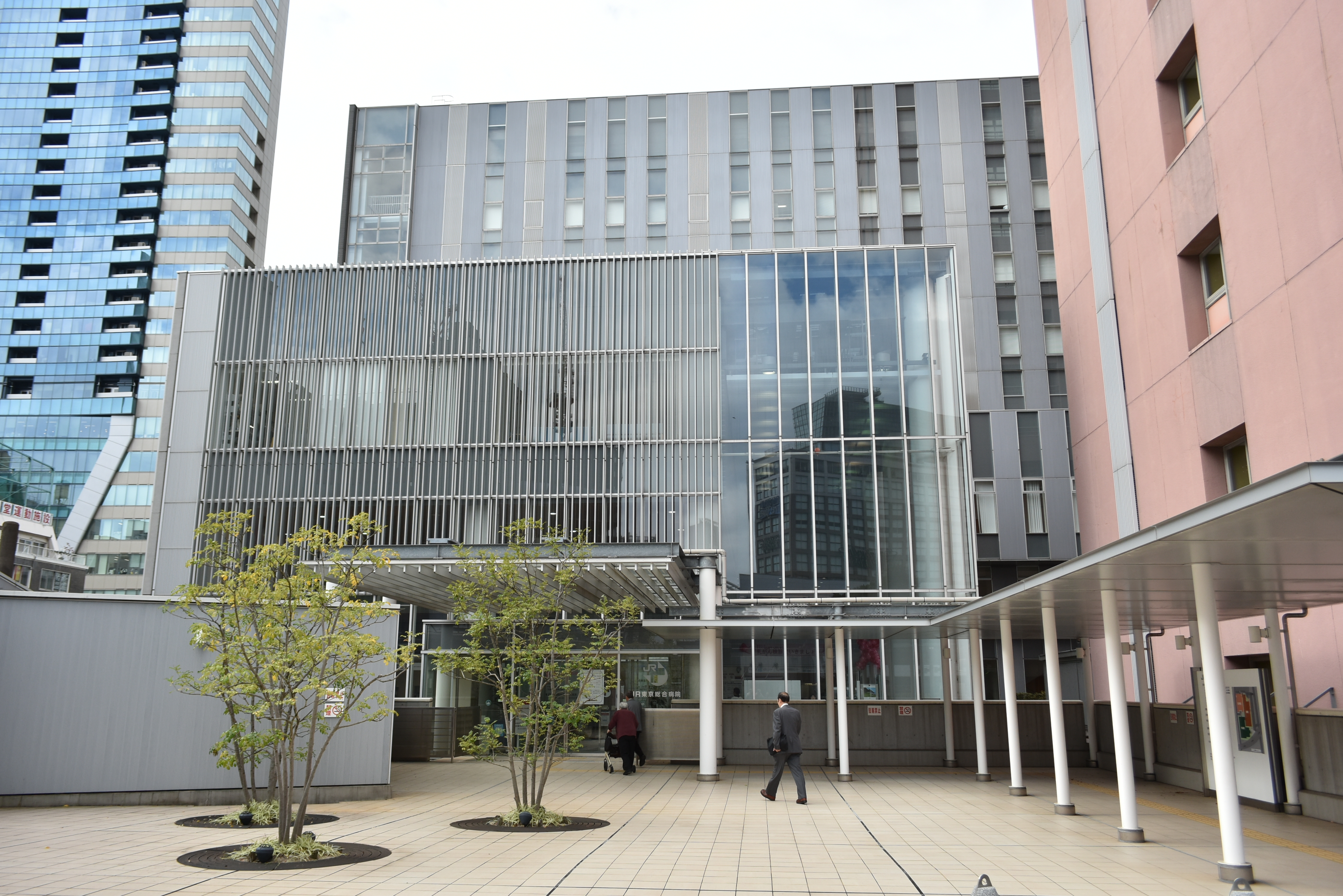
外来棟とエントランス（2018年10月19日撮影）
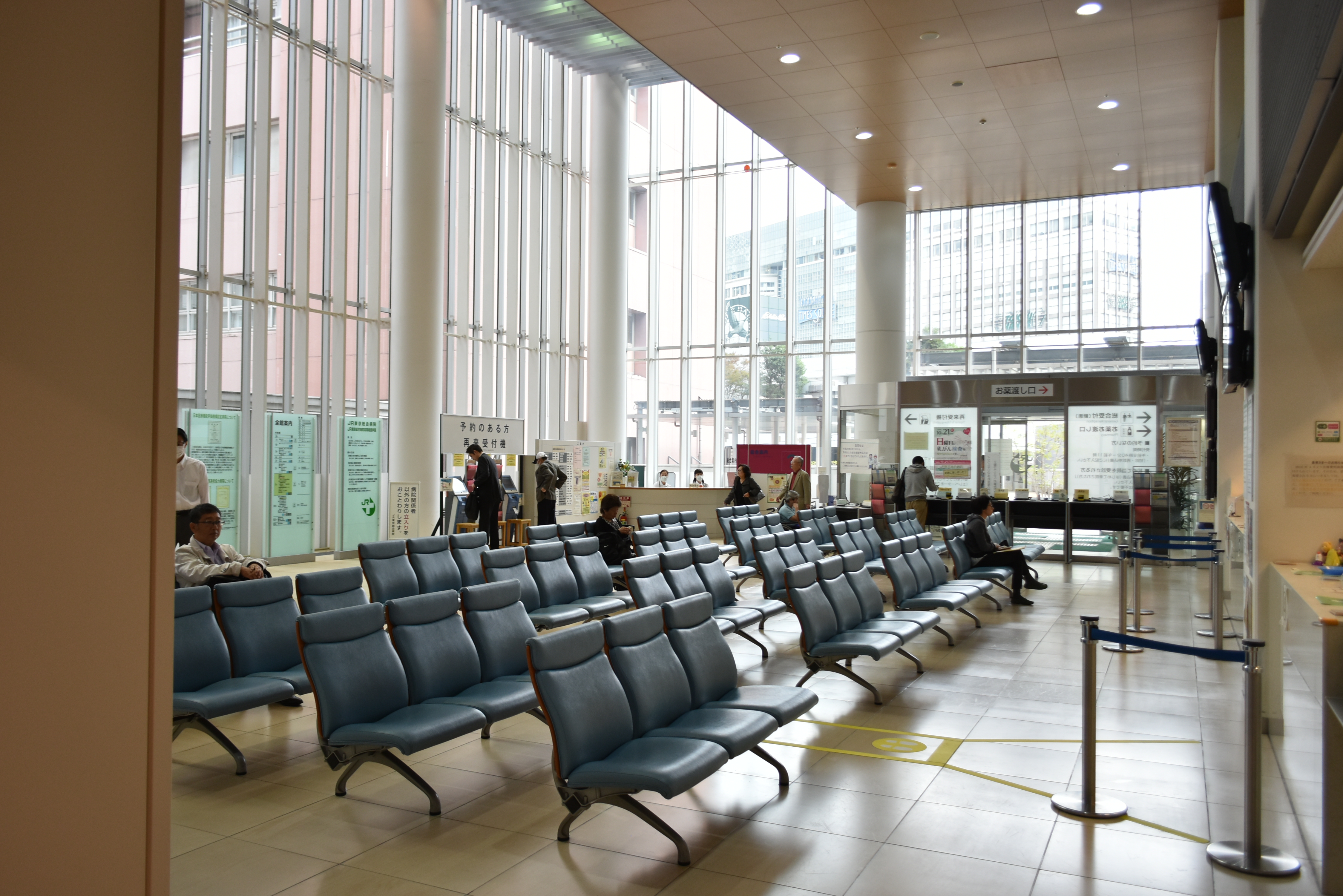
外来棟の待合室（2018年10月19日撮影）
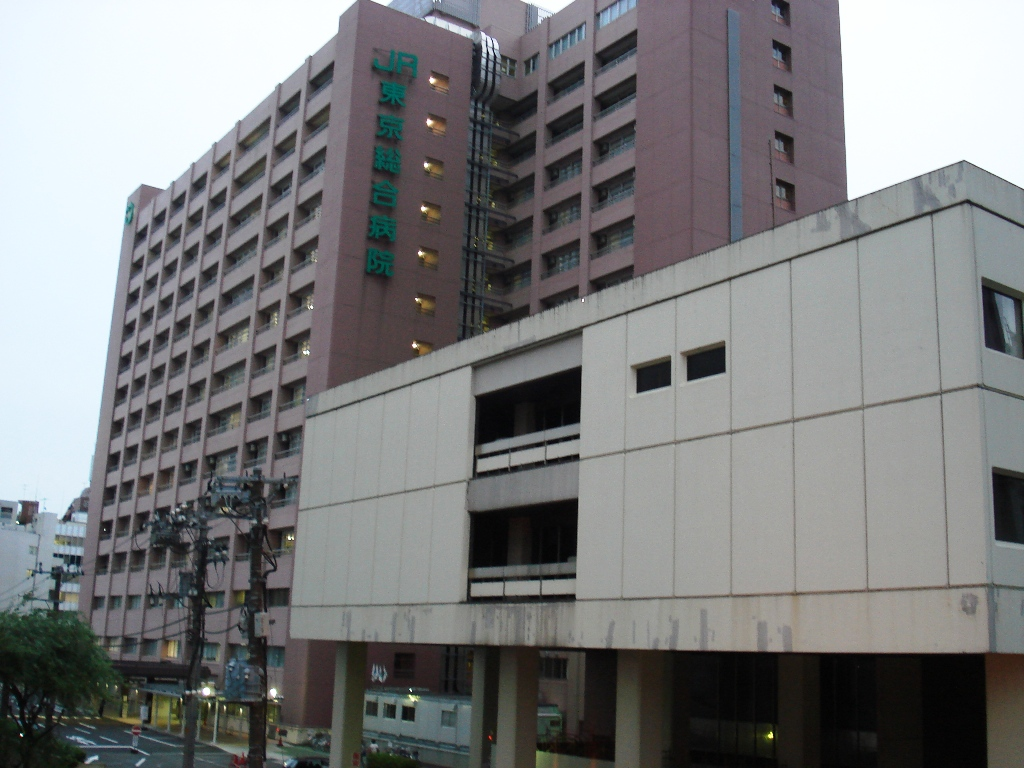
手前の建物は旧外来棟、左奥の建物は中央病棟（2007年撮影、旧外来棟は撤去され、跡地にはJR南新宿ビルが建っている）